# Pseudamycus bhutani
Pseudamycus bhutani là một loài nhện trong họ Salticidae.
Loài này thuộc chi Pseudamycus. Pseudamycus bhutani được Marek Żabka miêu tả năm 1990.